# Technologue en physiothérapie
Le technologue en physiothérapie (abrégé en « T. phys. ») est un professionnel de la santé qui œuvre dans le domaine de la physiothérapie. Il travaille conjointement avec le physiothérapeute ainsi que plusieurs autres professionnels de la santé, tels que les neurologues, les physiatres, les orthopédistes, les rhumatologues, les psychomotriciens, les ergothérapeutes et les inhalothérapeutes.
Cette profession est reconnue uniquement dans la province de Québec.
Les tâches d’un technologue en physiothérapie sont précises et élaborées dans un nouveau règlement (94m) adopté en octobre 2011. Celui-ci veut que tous patients reçus par le « T. phys. » aient soit :
- préalablement été évalués par un physiothérapeute ou ;
- reçu un diagnostic médical non limité aux symptômes.

De plus, les responsabilités du « T. phys. » ne seront pas les mêmes selon le type d’atteinte présenté par le patient. Ainsi, pour certains cas, il pourra déterminer la liste de problèmes, les objectifs de traitements, les contre-indications ou précautions, effectuer les choix des modalités de traitement et dispenser le traitement. Alors que pour d’autres types d’atteinte, son travail se limitera à appliquer les modalités de traitement confiées par le physiothérapeute.
Les atteintes peuvent être d’ordre musculo-squelettique, cardio-respiratoire et neurologique. Les tendinites, les bursites, les séquelles de fractures et les entorses, sont des exemples de troubles observés. Le travail du « T. phys. » consiste donc à améliorer les capacités des patients, maintenir les acquis, diminuer la douleur, renforcer les articulations ainsi que les muscles, etc.
Les technologues en physiothérapie utilisent plusieurs techniques pour traiter leurs patients, soient: la thérapie manuelle, les exercices visant la réadaptation, l'électrothérapie, la chaleur, l'hydrothérapie, les massages et plusieurs autres. Les tables de massage, les tables de traction, les ballons, les appareils cardiovasculaires ainsi que plusieurs autres appareils sont utilisés afin de faciliter la réadaptation physique.
Le technologue en physiothérapie fait partie de l'Ordre professionnel de la physiothérapie du Québec et il doit en être membre pour bénéficier du titre réservé.

## Formation
Contrairement aux études en physiothérapie qui se donnent à l'université, le programme de réadaptation physique est offert au Cégep sur une période de 3 ans.

### Préalables
- Diplôme d'études secondaires (DES)
- Mathématiques 436 ou CST 4e
- Physique 534 ou Physique 5e

### Établissements d'enseignement au Québec offrant le programme
- Centre matapédien d'études collégiales (Amqui, Bas-Saint-Laurent)
- Cégep Garneau (Québec)
- Cégep de Sherbrooke (Estrie)
- Cégep Montmorency  (Laval)
- Collège Ellis (Mauricie)
- Cégep Marie-Victorin (Montréal)
- Cégep de Chicoutimi (Saguenay Lac-Saint-Jean)
- Dawson College (Westmount, Montréal)

### Conditions d'admission
- Être titulaire d'un diplôme d'études secondaires (DES)

ou
- Être titulaire d'un diplôme d'études professionnelles (DEP) et avoir réussi les cours suivants :
  - langue d'enseignement de 5e secondaire
  - langue seconde de 5e secondaire
  - mathématique de 4e secondaire

ou
- Posséder une formation jugée équivalente
- Avoir réussi les cours préalables ou leur équivalent
- Consulter l'établissement pour connaître les autres conditions d'admission, s'il y a lieu.

## Salaire et conditions
Le salaire minimum moyen se situe entre 38 000 et 42 999 $ et le salaire maximum moyen est de 53 000 à 58 999 $ (donnés de 2010). Celui-ci varie d'un établissement privé à un établissement public. L'échelle de salaire s'établit selon le nombre d'années d'expérience, c'est-à-dire qu'il augmente avec les années de pratique.
Le salaire en milieu privé est généralement légèrement inférieur au départ.

## Secteur d'activité
Le technologue en physiothérapie peut travailler dans plusieurs endroits, tels que :
- Cliniques privées
- CHSLD
- CLSC
- Centres de réadaptation
- CSSS
- Hôpitaux
- Club sportif

Il peut aussi donner des soins à domicile.
Les clientèles qu'il soigne peuvent être très variées. Elles dépendent du milieu de travail. Le technicien en réadaptation physique peut travailler autant dans le domaine gériatrique qu'orthopédique. Il peut donc travailler auprès des personnes âgées, des accidentés de la route, des sportifs, des accidentés de travail, des enfants, etc.

## Qualités requises
Il doit :[Interprétation personnelle ?]
- Être autonome
- Avoir une capacité d'écoute
- Avoir facilité à communiquer
- Être doté d'une patience
- Avoir un sens de l'organisation très développé
- Avoir un sens des responsabilités
- Avoir un sens d'observation
- Avoir de la rigueur
- Avoir de la courtoisie et de la diplomatie